# 제국대학
제국대학(일본어: 帝国大学 데이코쿠다이가쿠[*])은 1886년에 공포된 일본의 제국대학령에 의하여 설립된 대학을 말한다. 도쿄제국대학이 처음 설립되었을 때에는 명칭이 제국대학이었으므로 1개 대학을 가리키는 명칭으로 사용되었지만, 이후 도쿄 제국대학으로의 개칭과 여러 제국대학의 설립으로 인하여 제국대학 군의 총칭으로 사용되었다.

## 개요
1886년부터 1897년까지 일본의 유일한 대학이었던 도쿄대학(1877년 설립)이 제국대학령에 따라 제국대학으로 개칭하였고, 1897년부터는 제국대학령에 따라 설치된 여러 대학을 총칭한다. 제국대학이 폐지된 1947년까지 일본 본토에 7개교, 식민지에 2개교가 설치되었다. 제국대학은 여러 지역에 설치되어 각 지역의 종합대학의 역할을 담당했으며, 다이쇼 시대에는 학과에서 최우수 성적을 받고 졸업하는 자는 천황으로부터 은사의 은시계를 받기도 했다. 1886년에는 동창회인 학사회(學士會)가 결성되어 현재에 이른다.
제국대학은 일본제국이 패전할 때까지 이른바 제대로 불리며 큰 영향력을 행사했으며, 패망 이후에 폐지되었지만 제대 출신 인물들은 이후에도 일본뿐만 아니라 대한민국, 조선민주주의인민공화국 등에 영향력을 가졌다. 특히 제국대학 폐지 이후에도 각 대학들은 지역에서 주도권을 갖는 대학으로 성장해 왔다.

## 목록
1886년부터 1947년까지 존재했던 제국대학들로, 번호는 설립순이다.
|      | 설립연도 | 대학 교명                             | 종전시 | 종전시             | 종전시                            | 종전시   | 전후                                                                  | 전후                                                                        | 전후                                                                  |
| 예과 | 설립연도 | 대학 교명                             | 전문부 | 학부               | 대학원                            | 신제대학 | 학부                                                                  | 대학원                                                                      |                                                                       |
| ---- | -------- | ------------------------------------- | ------ | ------------------ | --------------------------------- | -------- | --------------------------------------------------------------------- | --------------------------------------------------------------------------- | --------------------------------------------------------------------- |
| 1    | 1886년   | 제국대학 （도쿄제국대학）             | －     | 의학               | 이・1공・2공・의・농 법・문・경제 | ○        | 도쿄 대학                                                             | 이・공・의・약・농 법・문・경제・사범(교육)・교양                           | ○                                                                     |
| 2    | 1897년   | 교토제국대학                          | －     | 의학               | 이・공・의・농 법・문・경         | ○        | 교토 대학                                                             | 이・공・의・약・농 법・문・경제・교육・인문과학                             | ○                                                                     |
| 3    | 1907년   | 도호쿠제국대학                        | －     | 의학               | 이・공・의 법문                   | ○        | 도호쿠 대학                                                           | 이・공・의・치의・약・농 법・문・경제・교육                                 | ○                                                                     |
| 4    | 1911년   | 규슈제국대학                          | －     | 의학・ 공학        | 이・공・의・농 법문               | ○        | 규슈 대학                                                             | 이・공・의・치의・약・농 예술・법・문・경제・교육                           | ○                                                                     |
| 5    | 1918년   | 홋카이도제국대학                      | ○      | 의학・ 농림・ 토목 | 이・공・의・농                    | ○        | 홋카이도 대학                                                         | 이・공・의・치의・약・농・수의학 수산・법・문・경제・교육                   | ○                                                                     |
| 6    | 1924년   | 게이조제국대학 （경성제국대학）       | ○      | －                 | 이공・의 법문                     | ○        | 종전 이후 해체되어 1946년 경성대학(오늘날의 서울대학교)으로 인수합병. | 종전 이후 해체되어 1946년 경성대학(오늘날의 서울대학교)으로 인수합병.       | 종전 이후 해체되어 1946년 경성대학(오늘날의 서울대학교)으로 인수합병. |
| 7    | 1928년   | 다이호쿠제국대학 （타이페이제국대학） | ○      | 의학               | 이・공・의・농 문정               | ○        | 타이완 국민당 정부가 인수하여 운영하면서 국립 타이완 대학으로 개칭    | 이・공・의・문・법 공공위생・관리・전기와 정보 생명과학・농업생명・사회과학 | ○                                                                     |
| 8    | 1931년   | 오사카제국대학                        | －     | 의학               | 이・공・의                        | ○        | 오사카 대학                                                           | 이・공・의・치・약 기초공학・법・문・경제 인간과학・외국어                  | ○                                                                     |
| 9    | 1939년   | 나고야제국대학                        | －     | 의학               | 이・공・의                        | ○        | 나고야 대학                                                           | 이・공・의・농 법・문・경제・교육 정보문화                                  | ○                                                                     |

- 예과는 대학예과로 대학 본과, 즉 학부에 진학하기 전 단계로서 예비 교육을 실시하는 기관이었다.

- 전문부는 대학의 부속 기관으로 설치되어 있던 교육 기관이었다.

흔히, 설립 순서에 따라 도쿄 제국대학을 제1제국대학, 경성제국대학을  제6제국대학 등으로 불렀다.

## 역사

### 도쿄
1. 제국대학(나중에 도쿄제국대학으로 개칭, 지금의 도쿄대학, 약칭 도다이)
일본 제국 헌법 발포(1889년)로 국호가 일본 제국으로 정해졌다. 1877년에 설립된 일본에서 유일한 대학이었던 ‘도쿄대학’은, 일본 제국의 최고학부라는 위치를 만들기 위해 제국대학령(1886년)이 공포되면서 공부대학교(工部大学校)와 통합하여 ‘제국대학’으로 개칭·개조되었으며 이때 대학원도 설치되었다.

### 교토
2. 교토제국대학(1897년 설립, 지금의 교토대학, 약칭 쿄다이)
제국대학 설립 당시부터 간사이 지방에도 대학을 설치해 달라는 목소리가 높았다.
1890년에 제1차 야마가타 내각의 문부대신이었던 요시카와 아키마사(芳川顕正, 도쿠시마 번)가 교육칙어 발표에 힘쓰면서 대학령의 안을 각의에 제출하고, 지방대학의 설립과 고등중학교의 확장을 주장했다.
같은 해 7월 1일에는 제1회 일본 중의원 의원 총선거가 실시되었고, 11월 25일에는 제국의회가 소집되었다. 다음 해인 1891년 2월 20일에는 하세가와 야스시(長谷川泰) 중의원 의원(1876년에 니혼의과대학의 전신인 제생학사를 설립)이 제국대학 신설안을 의회에 제출하였고, 1892년의 제4제국의회에서도 「간사이의 제국대학을 신설하는 건의안」을 제출했지만, 설립까지는 이르지 않았다.
청·일 전쟁과 함께 찾아온 호경기와 시모노세키 조약에 따라 청나라에서 배상금을 받은 일본은 제2차 이토 내각의 사이온지 긴모치 문부대신이 「청국 배상금의 일부를 도쿄 및 교토의 제국대학 기본금으로 하여 교부하는 것을 청하는 뜻」을 써 교토제국대학의 설치를 주장했다. 또한 1896년의 제9제국의회에서도 교토제국대학 창립비 및 교토제국대학 의과대학 창립비의 예산안이 가결되었다. 1897년에는 제3고등학교의 일부 시설을 이용하여 교토제국대학이 설립되었다. 이에 따라 이전의 ‘제국대학’은 ‘도쿄제국대학’으로 개칭하였다.

### 도호쿠·규슈·홋카이도
3. 도호쿠제국대학(1907년 설립, 지금의 도호쿠대학, 약칭 호쿠다이)
4. 규슈제국대학(1911년 설립, 지금의 규슈대학, 약칭 큐다이)
5. 홋카이도제국대학(1918년 설립, 지금의 홋카이도대학, 약칭 카이다이)
1890년에 제국의회의 성립과 함께 제대 설립을 위한 많은 건의안이 제출되었다. 그러나 건의안이 채택되어서 건의가 되더라도 이는 단순한 의사의 표명일 뿐, 법안이 아니므로 법적 구속력은 없는 상황이었다.
교토제국대학의 창립과 거의 같은 시기에 성립한 제2차 야마가타 내각의 가바야마 스케노리(樺山資紀) 문부대신이 도호쿠 지방과 규슈 지방에도 제국대학을 설치하고 싶은 뜻을 밝혔다. 도호쿠에서는 제2고등학교가 있는 미야기 현에 설치하고자 하였으나, 규슈에서는 마땅히 설치할 위치를 밝히지는 않았다. 그러자 야와타 제철소가 있는 후쿠오카 현과 예부터 의학이 활발하여 제5고등학교 의학부가 있는 나가사키 현이 ‘50만 엔을 기부할 준비가 되었다’고 밝혔다. 또한 제5고등학교 본부가 있던 구마모토 현은 부지의 제공을 약속했다. 그러나 ‘기부로 설립되더라도 운영비를 만들 수 없다’는 의회의 소극론에 따라 양 제국대학의 설립은 멀어지게 되었다.
1900년의 제14제국의회에서는 야당과 정우회(총재 이토 히로부미)에 의하여 「규슈도호쿠제국대학설치건의안」과 「홋카이도제국대학설립건의안」이 제출되었다. 건의안은 중의원 특별위원회에서 가결되어 정부에 표명되었지만, 야당안이었던 점이나 구속력이 없었던 점, 당시 일본이 불황이었던 점 등으로 정부는 소극적인 자세를 취했다. 이에 의회는 1901년에 「홋카이도제국대학설립건의」를, 1902년에는 「도호쿠제국대학설립건의」를 다시 채택하여 정부에 제의했다.
1902년에 가쓰라 내각의 기쿠치 다이로쿠 문부대신(전 도쿄제국대학 총장)이 ‘도쿄와 교토 이외의 제대 설립은 불필요’하다며 실용적인 전문학교 설치안을 제안했다. 중의원 해산으로 설치안은 취소되었지만, 규슈제국대학 설치를 위해 거액의 기부를 모으고 있던 여러 현에서 전문 고등교육기관의 설치가 결정되었다. 우선 1903년에 후쿠오카 현립 후쿠오카 병원을 바탕으로 국가에서 150만 엔의 예산을 들여 교토제국대학 후쿠오카의과대학을 설립하였고, 1905년에는 나가사키고등상업학교가, 1906년에는 센다이고등공업학교와 제5고등학교 공학부를 바탕으로 구마모토고등공업학교가 설립되었다.
1906년, 교토제대의 설치에 힘쓰고 고등교육기관 설립에 적극적이었던 사이온지 긴모치를 총리로 하는 제1차 사이온지 내각이 성립하면서 1907년도 예산에 도호쿠제국대학(센다이 시)과 규슈제국대학(후쿠오카 시)의 설치예산을 편성하였다. 그러나 러·일 전쟁 이후의 불황을 이유로 대장대신에 의하여 예산은 삭감되었고, 다시 설립은 멀어졌다. 이때 후루카와 광업의 부사장이었던 하라 다카시 내무대신이 후루카와 재벌의 2대째 오너인 후루카와 도라노스케(당시 17세)를 설득하여 두 제국대학 설립을 위한 자금을 헌납시키도록 하여 예산 삭감 17일만에 두 제국대학의 설치가 각의에서 결정되었다.
1907년 6월에 도호쿠제국대학 본부가 센다이 시에 설치되었고, 같은 해 9월에 삿포로농학교가 도호쿠제국대학 농과대학으로 승격했다. 1911년 1월에는 도호쿠제국대학 이과대학이 신설되었고, 규슈제국대학 본부 설치와 규슈제국대학 공과대학의 신설이 이어졌다. 같은 해 4월에는 교토제국대학 후쿠오카 의과대학이 이관되어 규슈제국대학 의과대학이 되었다. 이러한 대학의 설치는 지방 기부금뿐만 아니라 1907년도부터 5년간 약 106만 엔(건축비 987,739엔, 사무비용 69,137엔)에 달하는 후루카와 재벌의 기부금을 이용한 것이다. 후루카와 재벌이 제공한 교사 건설 자금은 도호쿠제국대학의 농과대학 135,519엔, 이과대학 244,170엔, 규슈제국대학 공과대학 608,060엔이었다.
1911년, 세 번째인 「홋카이도제국대학 설립 건의안」이 의회에서 채택되었지만 정부는 소극적이었다. 그러나 제1차 세계대전으로 인한 호황과 함께 대학령의 공포에 따른 각 제국대학의 분과대학제에서 학부제로의 개조와 함께, 1918년 4월에는 삿포로 소재의 도호쿠제국대학 농과대학을 도호쿠제대로부터 분리하여 홋카이도제국대학이 설립되었다. 같은 해 하라 다카시 내각에 의하여 「고등제학교창설급확장계획」이 의회에서 가결되었고, 도쿄제국대학과 교토제국대학에 각각 경제학부가, 도호쿠제국대학과 규슈제국대학에 각각 법문학부가 설치되었다.

### 경성·타이페이
6. 경성제국대학(1924년 설립, 패전에 의하여 해체되어 서울대학교로 재편, 약칭 조다이)
7. 타이페이제국대학(1928년 설립, 국립타이완대학의 모체, 약칭 타이다이)
일본제국은 제1차 세계대전 이후 국제적 지위가 높아지면서 식민지 정책을 일부 전환하기 시작했고, 당시 조선과 중국 등에서 일부 문화통치적인 태도를 취하면서 식민지 연장 및 동화정책을 채택하였다. 이에 따라 여러 고등교육기관이 설립되었다.
식민지의 제국대학은 민족자결을 억압하려는 의도가 있었지만, 학부나 정원이 한정되었으며 교수는 일본인, 학생도 상당수가 일본인이었으므로 민족차별적인 요소도 강했다. 또한 일본 본토의 대학 및 고등교육기관이 문부성의 관할에 있었던 것에 비하여 게이조 및 다이호쿠의 제국대학을 시작으로 식민지의 학교와 대학이 타이완총독부와 조선총독부, 관동국 또는 외무성의 관할이 되었다.

### 오사카·나고야
8. 오사카제국대학(1931년 설립, 지금의 오사카대학, 약칭 한다이)
9. 나고야제국대학(1939년 설립, 지금의 나고야대학, 약칭 메이다이)
1923년에 발생한 간토 대진재로 인해 도쿄가 괴멸적인 타격을 받았고, 이에 따른 이주민으로 인해 오사카와 나고야의 인구가 급증했다. 오사카 부와 아이치 현에서는 제국대학 설립 운동이 일어났지만, 잇달아 터진 경제공황으로 예산은 편성되지 않았고, 설치비 전액을 지방이 국고에 기부하는 형식으로 두 제국대학이 설립되었다.
1931년의 만주사변 이후에 군부가 대두하면서 재정에서는 군비가 우선 편성되었고, 두 제대의 설립 이후 새로운 제대 설립에는 전액을 지방이 부담하는 것이 되었으므로 다른 지역에서 제대가 또 설립되지는 않았다. 다만 다른 고등교육기관의 설립이나 개조 등은 이루어졌다.

## 전후
식민지에 있던 게이조제국대학과 다이호쿠제국대학에서는 패전으로 인해 교수진이 대부분 일본으로 귀국하였으므로, 대학의 건물은 남아도 기존의 방식으로는 수업이 곤란했다. 그와 함께 조선과 타이완에 대한 일제의 상이한 통치방법으로 인해, 게이조제국대학은 해체 이후 서울대학교로 탈바꿈했지만, 다이호쿠제국대학은 기존의 방식이 유지되면서 국립 타이완 대학으로 학교명칭만 바뀌었다.
일본 내에서도 1947년에 제국대학령이 국립종합대학령으로 명칭이 변경되면서 이에 따라 제국대학이라는 이름은 사라졌다. 1949년에는 학제 개혁으로 신제대학에 포괄되었고, 1962년에는 각 구제대학이 폐지되었다. 이에 따라 학제상의 제국대학도 완전히 사라졌다.

## 같이 보기
- 학벌
- 세계 대학 순위

## 참고 문헌
- 「냉전 아시아의 문화풍경」, 성공회대 동아시아연구소 저, 현실문화연구 출판(2008년)